# Mus'haf Thaâlibia
Le Mus'haf de l'imprimerie Thaâlibia, également appelé Mus'haf Rodosi, est un manuscrit coranique algérien, rédigé selon la récitation de warch 'an naafi' et calligraphié en écriture maghrébine. Son impression a débuté en 1931, à une époque où l’impression de mus'hafs en Algérie s’est heurtée à de nombreux obstacles et contraintes, en particulier dans le contexte de l’occupation coloniale française.

## Description
L’Imprimerie Thaâlibia a publié la première édition imprimée du Saint Coran en Algérie en 1350 de l’hégire (1931 de l’ère chrétienne).
Cette édition a été calligraphiée en écriture maghrébine par le calligraphe algérien défunt Mohamed Charradi, connu sous le nom de Mohamed Es-sfati, qui a respecté la récitation de Warch 'an naafi'.
Le calligraphe Mohamed Charradi dit dans la présentation du Mus'haf de l’Imprimerie Thaâlibia :

« Ce Mus'haf a été rédigé conformément à la récitation de l’imam Abou Saïd ‘Othman ibn Saïd al-Qurashi, dit Warsh, disciple de l’imam Nāfiʿ ibn ‘Abd al-Rahman al-Madani. Sa vocalisation et sa ponctuation ont été prises selon la transmission de l’enseignant Muhammad ibn Muhammad al-‘Amwi, surnommé al-Kharrāz, dans son poème Mawrid al-Ẓam’ān. Pour le comptage des versets, la méthode des Kûfiens a été suivie, comme indiqué dans le livre al-Bayān de l’imam al-Dānī, totalisant 6236 versets. Les indications des sourates mecquoises et médinoises proviennent du Mus’haf officiel égyptien imprimé en 1342 de l’hégire (1923). Ce dernier a été révisé par les autorités égyptiennes le 29 Ṣafar 1356 de l’hégire. »

## Versions
Depuis 1895, les deux frères Kaddour Rodosi et Ali Rodosi ont pris l’initiative de publier un Mus’haf selon la récitation de Warsh à travers leur maison d’édition, Thaalibia,.
L’Imprimerie Thaâlibia a publié plusieurs versions de son Mus’haf, à savoir :
- Le Mus’haf complet (1931), de la sourate Al-Fâtiha à la sourate An-Nâs[4].
- Le Mus'haf de 1937 a également été divisé en quatre parties imprimées séparément :

1. Le premier quart, de la sourate Al-Fâtiha à la sourate Al-An‘âm[7].
2. Le deuxième quart, de la sourate Al-A‘râf à la sourate Al-Kahf[8].
3. Le troisième quart, de la sourate Maryam à la sourate Fâṭir[9].
4. Le quatrième quart, de la sourate Yâ Sîn à la sourate An-Nâs[10].